# 夢のクレヨン王国
『夢のクレヨン王国』（ゆめのクレヨンおうこく）は、1997年9月7日から1999年1月31日まで、朝日放送を制作局としてテレビ朝日系列で毎週日曜8:30 - 9:00（JST）に全70話が放送された、福永令三原作・東映動画制作のテレビアニメ。本項目ではアニメ（以下、テレビシリーズ）の他、これを元にした漫画作品についても併せて詳述するものとする。

## 概要
本作品は、福永の代表作である児童文学作品群『クレヨン王国』シリーズを原作とし、番組の放送時間帯であるテレビ朝日系列の日曜8時台後半（朝日放送制作枠）にて3年にわたって続けられた「トレンディアニメ」路線に一区切りを付ける形で、女児向けのファンタジーアニメ・メルヘンアニメとして制作された。当初の放送期間は、前番組『花より男子』までと同様に1年間の予定であったが、後に放送期間が5か月延長され、それに伴って新キャラクターを加えたオリジナルストーリーも追加された。
東映動画制作のテレビアニメとしては、初回からアニメーション制作が本格的にデジタル化された作品でもある。一方でデジタル制作と並行して、1997年10月5日放送分（第5話）までのエンディングには従来からのセルも使われており、翌10月12日放送分（第6話）以降のエンディングとは色合いなどが多少異なる。
原作者の福永は、自著エッセイ『ナイショでヒミツのクレヨン王国』にて、稲上晃によるキャラクターイラストや本作品の楽曲を高く評価し、「多くの原作者がアニメに不満を抱くのとちがって、私は実にありがたい人たちに出会えたことを感謝している。」と述べている。

### 海外での放送
韓国では2007年6月から同年8月までは第1話から37話まで、2008年4月から同年10月までは第38話から70話（最終話）までにトゥーニバースで放送された。
中国語圏は、香港では『蠟筆小王國』、台湾では『夢幻蠟筆王國』とそれぞれタイトルが異なる。
フランスでは『Le Royaume des couleurs』（和訳：色の王国）というタイトルでフランス語吹き替え版が放送され、イタリアでは『Luna principessa argentata』（和訳：シルバー王女月）というタイトルであり、各話の前半パートと後半パートでそれぞれ独立したエピソードとして編集され、全140話の10分間番組としてイタリア語吹き替え版が放送された。

## あらすじ
死神編（第1 - 49話）
クレヨン王国のシルバー王女が12歳の誕生日を迎えた日、かつてシルバーの祖先であるクレヨン王国に知らぬ者はいない英雄・武烈女王によって封印された死神がよみがえった。そして城内に颯爽と現れた謎の少年クラウドが、シルバーの両親のゴールデン国王とオパール王妃を石にしてしまった。元に戻すにはシルバーの12の悪い癖を直し、死神を封印するための詫び証文を手に入れて封印しなければならない。そこで、シルバーはオンドリのアラエッサ、ブタのストンストン、そして12人の野菜の精をお供に、死神を倒すため、そして石にされた両親を元に戻すため国中を旅する。
天使編（第50 - 70話）
死神を封印し、石にされたゴールデン国王とオパール王妃を元に戻した後、クレヨン城の侍女にネコのプーニャがシルバー王女の世話係として加入。彼女の不手際で古い柱時計に封じ込められていた2人の天使、シャカチックとユックタックが復活。イタズラ好きの彼らは天使のスタンプで国中を混乱させる。シルバー達は新たに開通したクレヨン鉄道に乗り、天使を追って再び旅に出る。

## 登場人物

### メインキャラクター
シルバー王女
声 - 徳光由香
本作の主人公。本名はシルバー＝マーガレット。桃色がかった銀色の美しい髪が特徴だが、12の悪い癖を持っている。本人は悪い癖の自覚がないらしく、普段は自分の非を絶対に認めず周囲を振り回すワガママな性格だが、仲間達が命の危機に晒された時は涙を流す優しさと、助けるために直向になれる愛情を持っている。また、父のゴールデン国王をして「すべての人の心を和ませる、国の宝」と言わしめる愛らしい笑顔が長所である。
かつて死神を倒した祖先である武烈女王に憧れており、彼女の伝記を読み、本人曰く武道の稽古も毎日欠かさず行っている（実力は不明）。小さい頃から木登りが得意。大食いでクリームパンが大好き。蛇が苦手。
誕生日パーティーのダンスの際、現れたクラウドの容姿を気に入り、一度はダンスの相手をする許可を与えたものの「評判の悪い王女」とバカにされたうえ、両親を石にし「武烈女王のようにはなれない」と言い切られた為、クラウドには喧嘩腰で突っかかるようになった。後に事情を分かり和解するも、結局クラウドとは言い争いをすることが多い。しかし時折クラウドに思わせぶりな言葉をかけられたり、天使のイタズラの影響でクラウドに笑顔でオシャレを褒められた事に、内心ときめく様子も見られた。
死神を倒して一時期、悪い癖は治まっていたのだが天使が復活した後、再びぶり返してしまう。
- シルバーの「12の悪い癖」

おしゃれに3時間かける、散らかし癖、お寝坊、ウソつき、げらげら笑いのすぐ後に怒り出す、自慢癖、欲しがり癖、激しい偏食、意地っ張り、けちんぼ、都合が悪くなるとすぐに人のせいにする、疑い癖
アラエッサ
声 - 坂田おさむ
シルバー王女の護衛として旅に同行するニワトリ。照れ屋で理屈っぽい性格。「なのだ」の語尾が口癖（漫画版では普通の口調）。ストンストンと共にクレヨン城の門番をやっていたが、クレヨン王国の花札用に12の季節の花を写真に撮るという密命を受けて旅する事が決まっていた。当初は同じく旅をするストンストンに嫌味を言い一緒に旅なんてしたくないと口論になるが、結局シルバーのお供として一緒に旅することになった。シルバーの悪い癖に手を焼き、悪い癖が出るとホイッスルを吹いて注意したりもする。
卵の頃からトラネコのおトラに育てられた。小さい頃は泣き虫だったらしい。
ストンストン
声 - 竹内順子
シルバー王女の側近として旅に同行するブタ。食いしん坊で料理も得意。口癖の語尾は「だな」「のけ？」。アラエッサと共にクレヨン城の門番をやっていたが、ハンバーガー国のサラド姫とオニギリ国のグット王子との婚約祝いを渡す任務を受けて旅する事が決まっていた。アラエッサとはよく口論にはなるが、シルバーがアラエッサの事を悪く言うと弁解したり、シルバーの悪い癖に振り回されつつも世話を焼くなど気のいい性格。目印をつける時に自分の鼻にインクを塗り、スタンプの代わりとして残すときがある。
クラウド
声 - 葛城七穂
白馬に乗って突如クレヨン城に現れ、ゴールデン国王とオパール王妃を石にした金髪碧眼の少年。当初はシルバー王女に死神と思われ、その行方を追われていた。後に、かつて武烈女王と共に死神を倒したクラウス公爵の子孫ということが判明し和解する。シルバーに対して悪い癖を指摘したり嫌味な発言ばかりしてはよく口喧嘩になるが、心の底では彼女に好意を持っており、自身はそれに気が付いていない。ピーマンが苦手（ただし、旅の中で克服した）。
天使編ではやたらお見合いをさせられて、たびたび家（別荘？）から脱走している。天使のイタズラで感情と表情があべこべ（怒ると顔は笑う、楽しいと泣くなど）になってしまった際、シルバーと喧嘩別れした後、笑いがとまらないことに疑問を抱いた。
クラウドの白馬
額にひし形の黄色いアザがある。クラウドが船を手に入れる為、一旦は船宿の主人が持つモーターボートと交換された。後にクラウドのもとに戻っている。
カメレオン総理
声 - 乃村健次
クレヨン王国の総理大臣。「であーる」の語尾が口癖。死神編では石になった国王と王妃の代わりに城を守っていた。シルバーの悪い癖にいつも苦労させられており、シルバーの旅も「危険な賭けではあるが、武烈女王のようになればきっと悪い癖も治るはず」という理由で出発を認めた。シルバーにクレヨン王国に伝わるアイテムが入ったトランクを渡し、旅先のシルバーとは常に連絡を取り、死神の復活が判明した時はすぐに旅を中断させようとするなど、シルバーの事をいつも心配していた。
キラップ女史
声 - 竹内都子
クレヨン王室博物館長。王国のさまざまな事象についてシルバー王女やカメレオン総理に助言をする。「ザマス」の語尾が口癖。国立図書館長を務めていた頃、本に載っていた「人間を石にする魔法を使うのは死神」という事をカメレオン総理に伝えた。
プーチ夫人
声 - 清水よし子
クレヨン王室旧秘書官長夫人の白鳥。キラップ女史とコンビでいることが多い。シルバーのわがままや悪い癖に振り回されながらも、シルバーの笑顔を見ると敵わないと笑っていた。
ゴールデン国王
声 - 平田広明
シルバー王女の父親で武烈女王の子孫。死神編ではオパール王妃と共に石にされてしまい、一年以内に魔法を解かないと命が危うくなるという状態にされてしまった（なお、石になる寸前オパール王妃に足を踏まれている）。笑顔を絶やさず穏やかでおっとりとした性格。娘のシルバーのことを溺愛しており甘やかし気味である。シルバーの笑顔は全ての人を和ませる国の宝だと思っている。12の悪い癖すら誰にでもあると弁解し、ワガママもしょうがないなと笑ってすませる（ただし度が過ぎているという認識はあるらしく、カメレオン総理達の前で完全に弁解はできなかった）。国王に万一のことがあると、クレヨン王国から全ての色が消えてしまうようになっている。
天使編ではシルバー王女達の計らいで王妃と共に旅行に出かけるも災難にあってしまう。
オパール王妃
声 - 西原久美子
シルバー王女の母親。死神編ではゴールデン国王と共に石にされてしまう。性格はおっとりしていて優しい。シルバーの事をゴールデン国王同様に溺愛している。味覚がかなりの甘党らしく、彼女の作る12色ののり巻きはケーキのように甘い。天使編ではシルバー王女達の計らいで旅行に出かけるも災難にあってしまう。
死神
声 - 山口健
シルバー王女が旅に出る原因を作った張本人。相手の力を吸い取った上で石にしてしまう「死に灸」を得意とし、他人の体に取り憑く事もできる。
かつて武烈女王に倒されて12月の里の墓場に封印されていたが、落雷によって封印が壊れ、閉じ込められていた洞穴から抜け出した。武烈女王の魂を葬り、クレヨン王国を手中に収めようと目論む。その能力と悪知恵でシルバー達の旅先をたびたび妨害し、おにぎり国とハンバーガー国の間に戦争を仕掛けた。しかし、かつて自分の弱点を記した詫び証文の使い方をシルバー達に自ら暴露するなど、どこか抜けたところもある。
死神は捕まえた者を石にし、捕まえた者の合計年齢が「4290」になったところで「死に灸」を行えば寿命が4290年延びる。その為長生きしている老人を狙っていた。特に勇ましい名前の持ち主が好き（おタカ、おクマ、おヒョウ、おトラなど）。
黒い影のような姿をしているが、正体はマントヒヒのような姿である。封印された後、天使達のイタズラで一度だけ復活した（ただし能力などは不完全な状態で）。
プーニャ
声 - 埴岡由紀子
第49話より登場。本名はスペークル・シャン・プーニャ。死神が封印された後、シルバー王女の世話係になるためやってきたヒゲなしネコ（ヒゲが無い理由はクレヨン城に行く前日に父親に切られた為）。天使達に騙されて彼らを時計から出してしまい、責任を感じてシルバー王女達に先駆けて天使達を追い始める。お人好しで面倒見がいいが、おっちょこちょいなのが玉に瑕。「でございますです」の語尾が口癖。寒さに弱く、地震が大嫌い。
シャカチック
声 - 松岡由貴
第50話より登場。柱時計に封印されていたイタズラ好きの天使。性格は短気かつ乱暴でイタズラの提案は彼がする場合が多い。最初こそ、ただ単に楽しみでいたずらをしているが、どこまでも追ってくるプーニャに情が移ったのか、プーニャが苦手としているものを封じることもしている。矢を射るときには「ルワジイ・チック」と唱える（「イジワル」を反対から読んだもの）。
ユックタック
声 - 宮原永海
第50話より登場。柱時計に封印されていたイタズラ好きの天使。シャカチックよりは穏やかで大人しい性格。シャカチックのイタズラに賛同する一方、気絶したプーニャを椅子に乗せたりと彼女に対しては優しい一面を見せる。矢を射るときは「ラズタイ・タック」と唱える（「イタズラ」を反対から読んだもの）。
シルバー号
声 - 高村めぐみ
第50話より登場。死神が倒れた後、開通したクレヨン鉄道を走るピンク色の汽車。煙突からは煙でなく花を出す。名前もシルバー王女と同じなら性格を筆頭にあらゆることが王女に瓜二つ。怒ると猛スピードで走るようになる。ケーキが大好物。実は将棋が得意で、ベル車掌に勝っている。自身の製作者であるナルマニマニに弱い。
ベル車掌
声 - 津久井教生
第50話より登場。時計の姿をしたシルバー号の車掌。時間に細かく、何でもマニュアルに頼るので融通が全く利かない。最初はあまりの几帳面さのせいでシルバー王女達とよくケンカしていたが、後に一緒に雑煮を食べたりするなど仲良くなり、場合によっては出発時間を過ぎても待つなど、次第に融通を利かせるようになる。
武烈女王
声 - 荘真由美
クレヨン王国三十三代女王としてクラウドの祖先であるクラウス公爵と共に死神を倒したことでクレヨン王国に知らぬ者はいない英雄。すべての国民から尊敬されており、今なお、王国内でグッズが出されるほどの人気。現在は故人であり、御鏡拝見の儀式でしかしゃべる姿を拝むことはできない。実はシルバー王女を凌ぐ数の悪い癖があった（20は軽く越えたらしい）が、それらも見方を変えれば個性や長所にもなり得るということを王女に教える。

### 野菜の精
第2話より登場。シルバー王女が持つ香水箱から呼び出せる12人の野菜の精。一日に一度しか呼び出せず、呼びたい相手や人数も決めることはできない。呼び出される時以外はそれぞれの生活をしている様子。
トーフモン
声 - 松尾銀三
豆腐の精。頭に手ぬぐいを巻いているお爺さん。12人の中で最年長。お風呂好きで3時間は風呂に入っている。時には若々しくアグレッシブな言動を見せる事もある。
ウメケロ
声 - 中澤やよい
しわしわの梅干しの精。お金の計算なら得意と自称する、欲深でしたたかなお婆さん。年の功で知識も豊富なため、時にはネギックを凌ぐ知恵を働かせることもある。大きな爪楊枝を杖代わりにしている。若い時は色が青く、結構モテたらしい。「ケロ」が口癖。
トモロコフスキー
声 - 望月祐多
トウモロコシの精。12人の中で一番大きい。気取り屋の女好きで、どこでもナンパしている。自分の容姿には絶対的な自信を持っており、一度天使達のイタズラで身体が真っ白になってしまった時は「身体が白いトウモロコシなんて…」とひどく嘆いて落ち込み、同じく身体が真っ白になってしまった黄色大臣と慰め合って、意気投合していた。
ソソソナス
声 - 家富ヨウジ
ナスの精。慌てんぼうで上がり屋な性格のサラリーマン。プレッシャーに弱く、早とちりや行動が裏目に出てしまう事も多い。その性格や職業故に、老若男女問わず周囲には常に腰の低い態度で接する。「レレレナス」という息子がいる。「でなす」の語尾が口癖。
トマトマト
声 - 桜井ちひろ
トマトの精。豪胆で威勢のいいカンシャク持ちの主婦。ニンジッピ達の母親代わりになるなど面倒見の良い反面、一度怒り出したら手が付けられず、本気で怒った時にはクラウドやノビルジャーをも凌ぐ怪力や運動神経を発揮する。最終回で子供が誕生し、ニンジッピのように優しい子になってほしいということから「トマトッピ」と名付けた。
キャーベッタ
声 - 高村めぐみ / 歌 - 金田めろん（第30話）
キャベツの精。オシャレ好きで女優を目指している。演技力や歌唱力も相応で、旅先などでシルバーを差し置いて演劇などの主役や歌姫に抜擢される事も多い。12人の中では比較的常識人であるが少々自惚れな一面がある。「ですわ」の語尾が口癖。
ノビルジャー
声 - 赤井田良彦
タケノコの精。力持ちで12人随一の運動神経と腕っ節の持ち主で何かと頼りにされるが、頭を使う事は苦手で少々単純という、良くも悪くも外見通りのバンカラな体育会系で、感動すると号泣する。ストンストンに負けず劣らずの食欲の持ち主。「じゃー」が口癖。高校生トリオの一人。
ネギック
声 - 宮田幸季
ネギの精。IQ300の頭脳を持つ秀才で物知りだが、それを鼻にかける皮肉屋な面がある。プライドが高く失態を犯しても、それを認めようとしないことがある。クレヨン大学を目指している。高校生トリオの一人。
ホーレソレ
声 - 小西寛子
セーラー服を着たホウレンソウの精。常に気だるそうな態度で「どうでもいいけど」が口癖。その一方で惚れっぽく、クラウドや旅先で出会った男性、果てはトーフモンにまで惚れた事がある。ネギック不在時には彼女が妙案を思いつくこともある。高校生トリオの一人。
ゴマータ
声 - 櫻田実果子
12人の中で一番小さいゴマの精。性格はひねくれ者で何でも反対の事を選ぶ。体が小さいといってバカにされるのが嫌い。「ゴマ」が口癖。笑顔になることに抵抗があるが、ストンストンに「笑顔は可愛いかったんだな」と言われた時には照れていた。
ニンジッピ
声 - 松本美和
ニンジンの精。レンコポッチと同じくらいの大きさ。気弱で引っ込み思案だが、いざと言う時は勇気のあるところを見せる。「っぴ」が口癖。トマトマトを母親のように敬愛している。雪の精のホワホワちゃんと恋仲になる。
レンコポッチ
声 - ゆーり
ゴマータの次に小さいレンコンの精。病弱でネガティブな性格だが、時にはそれを口実に同情を引いたり一人得しようとするちゃっかりした一面もある。「っち」の語尾が口癖。七夕馬のディックと仲良し。頭に天使達のスタンプがついていた時は働き者になって暴走し、スタンプが消えた時は目を回した。12人の中で最多登場（22回）。

### クレヨン大臣
12色のクレヨンの姿をしたクレヨン王国の大臣。カメレオン総理と共にシルバー王女の悪い癖に振り回されている。王国の12の里を各自管轄しているが、担当以外の里でも自身の色に関した事象には詳しく、シルバー王女やカメレオン総理に助言する。
白大臣
声 - 家富ヨウジ
1月の里を担当。太っていていつも汗をかき白いハンカチを持っている。スカンク族が気難しくよそ者を嫌うことをシルバーに助言した。クレヨン王国中から色が消えそうになった際には「全てが自分みたいに真っ白になる」と喜んでいたが、周りから怒られた。
黄色大臣
声 - 松本美和
2月の里を担当。京女風の口調で、語尾に「どすえ」と付ける。
ピンク大臣
声 - 桜井ちひろ
3月の里を担当。シノラーのような口調と外見。腕にブレスレットをつけている。
草色大臣
声 - 松本美和
4月の里を担当。頭にねじりはちまきをしめる江戸っ子口調の男の子。
黒大臣
声 - 赤井田良彦
5月の里を担当。フランス語で話すキザ男。黒の蝶ネクタイをつけている。スカンク族が自分たちの体の色に誇りがあるため服装の色に気を付けるようシルバーに助言した。
オレンジ大臣
声 - ゆーり
6月の里を担当。いつもウクレレを抱え、周りが凍りつく寒い駄洒落を言う（笑うのは本人だけ）。顔にそばかすがある。
緑大臣
声 - 望月祐多
7月の里を担当。薩摩隼人であり語尾に「でゴワス」と付ける。天使のいたずらで赤くなり、赤大臣と同じ口調になってしまった事があったが、シルバーによって元に戻った。
青大臣
声 - 小栗雄介
8月の里を担当。生真面目なしっかり者。紫色のネクタイをつけている。
水色大臣
声 - 高村めぐみ
9月の里を担当。色っぽい口調で、髪は金髪でロング。
赤大臣
声 - 西原久美子
10月の里を担当。赤ちゃんの外見で、おしゃぶりを加えて髪の左右に赤いリボンをつけている。語尾に「～でちゅ」と付ける。
茶色大臣
声 - 松尾銀三
11月の里を担当。おじいさんの外見。
灰色大臣
声 - 宮田幸季
12月の里を担当。眼鏡を掛け、何事もキッチリ報告する。ボードとペンをいつも持ち歩いている。語尾に「ですね」と付ける。

### ハンバーガー国
おにぎり国とは昔から仲が悪い。
サラド姫
声 - 飛松加奈子
ハンバーガー国の姫。死神の謀略でおにぎり国と戦争になった際には戦争を辞めないと戻らないと言ってグッド王子と共に逃げ出す。後にグッド王子と結婚して子供を二人授かる。
ハンバーガー王
声 - 田昌人
ハンバーガー国の王で、サラド姫・フィレオ王子の父親。シルバー王女の誕生日会ではフィレオ王子をシルバー王女と一緒に踊らせようとするがさりげなく断られる。当初は娘のサラドの結婚には内心反対し、ストンストンが渡した婚約祝いの皿をつまずいたふりで故意に割り、フィレオとシルバー王女を結婚させた方が国にとって得策と考えていた。
フィレオ王子
声 - 斉藤祐子
ハンバーガー国の王子で、サラド姫の弟。語尾に「だお」と付ける。シルバー王女にダンスを申し込むも、名を名乗る前にアッカンベーをされた挙句そっぽを向かれた。その後もシルバー王女達がハンバーガー国に立ち寄った際、一方的に王女にアプローチをかける。
ハンバーガー王妃

ナゲット総理
声 - 杉野田ぬき
ハンバーガー国の総理。死神に取り憑かれ、両国の戦争の発端を作った。
ハンバーガー軍曹
声 - 竹本英史

### おにぎり国
ハンバーガー国とは昔から仲が悪い。
グット王子
声 - 高橋広樹
おにぎり国の王子。ハンバーガー国と戦争になった際には、戦争を辞めないと戻らないと言ってサラド姫と共に逃げ出す。後にサラド姫と結婚する。
おにぎり王
声 - 布目貞雄
おにぎり国の王で、おにぎり王妃の夫。グット王子・クラット王子の父親。シルバー王女の誕生日会ではクラット王子をシルバー王女と一緒に踊らせようとする。
おにぎり王妃
声 - 中澤やよい
おにぎり国の王妃。クラットを甘やかしている。
クラット王子
声 - 奥島和美
おにぎり国の王子でグット王子の弟。シルバーの誕生会の際、一番にダンスの申し込みができたものの無言でそっぽを向かれて断られ、後に「マザコンのおにぎりなんて最低」とも言われている。天使のイタズラで彼とオカカを両思いにする為に掛けられた魔法で、手違いでシルバーと両思いになってしまったが、彼女の悪い癖の酷さを知り、オカカとの結婚を決める。
オカカ
声 - 浅田葉子 / 歌 -  杉山加奈
カツオブシ総理の娘で、クラットの幼なじみ。茶髪のポニーテールをピンク色のリボンで結っている。クラットとは幼稚園からの付き合いで仲も良かった。礼儀正しくおしとやかで争い事を好まない優しい性格だが、幼いころは大きな犬と対峙し泣きじゃくるクラット王子の代わりに震えながら守ろうとするなど芯の強さをもっている。シルバー王女が好きなクラットに嫉妬心を抱いていたが、シルバー王女の悪い癖に幻滅したクラットと結婚する。
カツオブシ総理
声 - 斉藤創介
おにぎり国の総理。語尾に「だブシ」と付ける。温和で優しい性格。ナゲット総理同様死神に取り憑かれ、両国の戦争の発端を作った。
おにぎり軍曹
声 - 柴山由崇

### その他
大僧正
声 - 山口健
イエスノー寺院にてペリカン僧を従える大僧正。2度死神に憑りつかれる。
ペリカン僧
声 - 柴山由崇、石川正明、小栗雄介
大僧正に仕えるペリカン達。
クリン
声 - 葛城七穂
シルバー王女達が海辺で出会ったクラウドそっくりの漁師の息子。金髪だが肌は褐色で一人称は「オイラ」。死神が化けているのではないかと疑うシルバー王女達を無償で一晩眠る部屋を提供し、キンモクセイの島まで運ぶ約束までした心優しい少年。両親は嵐の海に飲み込まれ、祖父母はその前の年に病気で亡くなっている。シルバー王女達を泊めたその夜、死神に取り憑かれ利用されてしまった後、浜辺に倒れていた後意識が戻り、シルバー王女達が嵐の海に出たと聞いて追いかけ溺れるシルバー王女達を救い上げた。
おトラ
声 - くじら
アラエッサを卵の時から育てていた乳母。キンモクセイを見るために旅に出て以来行方不明になっていた。再会した神社ではキツネ宮司に利用され操られていたが、おトラは死んだと告げられて号泣するアラエッサに反応し、慰めたことで我に返るきっかけができた。モモの缶詰が大好き。死神に狙われ、大好きな桃の缶詰を食べられるあと一歩のところで石にされてしまった。
キツネ宮司
声 - 中尾隆聖
船霊神社の宮司。お金にがめつく、様々な人に化けてはシルバー王女達を騙してお金を巻き上げていた。おトラが行方不明になっていたのも宮司の仕業で、観光客が来なくなった島に人気を取り戻させるため、おトラを操る薬を混ぜたお神酒を飲ませ、降霊術士に仕立て上げて利用していた。正気に返ったおトラを見た一同によって悪事が暴かれ、お金を全額返金し、死神の詫び証文の一つを差し出した。
船霊神社は元々死神の縄張りだったが、武烈女王に倒された後に建てられたものであり、シルバー王女達に死神の「死に灸」のことや、勇ましい名前が好きであることを教えた。死神の復活を知り「こんなところにいたら殺される」と荷物を抱えて逃げ出した。
ドラゴンキング
声 - 大竹宏
戦いの神と呼ばれた巨大なドラゴン。おにぎり国とハンバーガー国の両軍が戦争の味方に付けようとしたが、現在は争いを好まない性格に一変し、シルバー王女に「絶対に味方しちゃダメ」と言われた事もあり、シルバー王女達と共に両国の争いを止める。
ディック
声 - 小栗雄介
藁の七夕馬だが、本来はペガサス。カップルを乗せて走るのが仕事。病気になっていた所をレンコポッチに助けられ、無事にペガサスになる。
ベーツル将軍
声 - 北村弘一
うどん国の将軍で細長い外見。シルバー王女とは顔見知り。
剣の達人
声 - 尾小平志津香
クラウドに剣の修行を付けたおばあさん。
王立病院院長
声 - 斉藤創介
クラウドの乳母
声 - 斉藤祐子
クラウドを侯爵家の跡取りとして恥ずかしくないよう厳しくしつけながらも、クラウドにお妃を見つけることに必死で、あらゆる手段で見合いをさせようとする。
ナルマニマニ博士
声 - 津久井教生
カメレオン総理の親友で、シルバー王女のトランクとシルバー号を作った発明家。

## アイテム
おしゃれトランク
シルバー王女が持って旅しているトランク。ナルマニマニの発明品であり、旅に出る際カメレオン総理より渡された。中にクレヨン王国に代々伝わるアイテムが入っている。中はどんなものでも入り、願い事紙せっけんに使う蛇口も取り出せる。
クレヨン王国つうしんき
シルバー王女が持っている携帯電話。主にカメレオン総理との連絡に使う。
香水箱
12個の香水瓶が入っている香水箱。真ん中のボタンを押すと香水瓶がルーレットのように光り、野菜の精が飛び出す。戻す時は「野菜は健康に一番、沢山食べんと大きくなれんよ〜」と唱える。ただし、野菜の精は1日1回しか呼べない。
なんでもマイルームキー
この鍵をドアの鍵穴に刺せば、どこでも自分の部屋と同じ内装になる。
願い事紙せっけん
これを使って手を洗い、シャボン玉に願い事をするおまじない。漫画版では紙石鹸に願い事を書いてから手を洗う描写があった。
王女の証
クラウドがシルバー王女に渡した証。良い音が出ると王女という事が証明出来るが、シルバーが悪い癖を出すと変な音が出て証明出来なくなる。
ハッピーダンス
ボタンを押すと音楽が鳴り、音楽を聴くと勝手に体が動き出し、体の一部を指して踊ったりする。これを使って死神を油断させる事もあった。
クレヨンペン
シルバー王女の武器。カメレオン総理が「ピンチの時に使え」とシルバー王女に渡した。「素顔・朝顔・良いお顔・笑顔が一番、○○（色の名前）」と唱えると空中に線が描けて攻撃になるが、色によって効果が違う（黒で相手をくすぐる、青で相手をお腹を空かせる、ピンクで相手をくすぐる、黄色で相手の目を回す）。
天使編では天使のスタンプを消すのに必要で、スタンプと同じ色の花丸で囲むとスタンプが消える。このとき、「素顔・朝顔・良いお顔・笑顔が一番、花丸○○（色の名前）」と唱えると花丸の線が書ける。
エンジェルキャッチ
天使の居場所を調べる為の道具。ロック博士の発明品。使う為には早口言葉を言う必要がある。
詫び証文
かつて死神が自分の弱点を書いた物で、一文字ずつに分かれ全部で12個ある。死神が取り返しに来ないよう王国各地の12のダルマ寺に隠していた。正しい使い方は花の形に並べると鏡になり死神を封印する。死神自らうっかり正しい使い方を暴露してしまう。
天使のスタンプと弓
イタズラ天使二人が持っている弓と先がスタンプになっている矢。スタンプを押された周囲の物や人物の行動をおかしくする。

## スタッフ
- 原作 - 福永令三（講談社「青い鳥文庫」クレヨン王国シリーズより）
- 連載 - 片岡みちる（講談社「なかよし」）
- シリーズ構成 - 山田隆司
- キャラクターコンセプトデザイン - 稲上晃
- クレヨンデザイン - 稲上浩子
- 美術監督 - ゆきゆきえ、行信三
- 色彩設計 - 辻田邦夫
- 編集（オフライン編集） - 福光伸一（タバック）
- オンライン編集 - TOVIC
- 録音 - 川崎公敬（タバック）
- 音楽 - 有澤孝紀
- 音楽制作 - スターチャイルドレコード
- シリーズディレクター - 佐藤順一
- プロデューサー - 小竹哲（朝日放送）（第1話 - 第28話） → 株柳真司（朝日放送）（第29話 -）、堀内孝（ASATSU(第1話 - 第65話) → ASATSU-DK(第66話 -) ）、関弘美、蛭田成一（第29話 -）
- 製作担当 - 風間厚徳
- アニメーション制作 - 東映動画
- 制作 - 朝日放送、ASATSU（第1話 - 第65話） → ASATSU-DK（第66話 -）、東映

## 主題歌
オープニングテーマ「ン・パカ マーチ」
作詞 - 森林檎 / 作曲 - 有澤孝紀 / 編曲 - 有澤孝紀、外山和彦 / 歌 - 徳光由香、東京少年少女合唱隊
- 死神編（第1 - 49話）オープニングの映像は第1話-第5話とそれ以降で、野菜達の足が映った枠が動いているなどの若干の違いがある。第6話より歌詞テロップとスタッフクレジットの書体が変更されている（5話までは、それぞれ別のフォントを使用していたが、6話からは統一された）。
- 天使編（第50 - 70話）ではクラウドと死神のカットがプーニャと天使のカットに変更されている。
- 最終話はエンディングで使用された。
- 2021年9月10日にはゲーム『バンドリ! ガールズバンドパーティ!』において、登場バンドのハロー、ハッピーワールド!によるカバーバージョンが配信された。

エンディングテーマ「ありのままに」
作詞 - 福永令三 / 作曲 - 杉山加奈 / 編曲 - 有澤孝紀、佐藤泰将 / 歌 - 杉山加奈、東京少年少女合唱隊
- DVD-BOXに収録されているノンテロップオープニング・エンディングは、第5話まで使用されたセル画版の映像が使用されている。また第6話より、スタッフクレジットの書体が変更されている。

## 各話リスト
- サブタイトルは、一部を除き放送月と放送週目を合わせて「○月の旅・ローマ数字」と表記されている。放送期間延長後の第51話以降は放送月が一巡し、表記が重複することを避けるため「13月」を始めとして、月が変わるごとに一月追加する形式に移行した。
- フランス語、イタリア語の月の呼称が序数ではなく古代ローマで制定されたローマ暦の名称を引き継いでいるもののため、フランス版では死神編のエピソードは従来の月の呼称で訳されたが[注釈 5]、天使編のエピソードからは序数詞＋breと独自で訳された。また、イタリア版でのサブタイトルは、死神編も例外なく全て独自のタイトルが付された。
- なお、第16話「ン・パカの旅」については、海外ではそれぞれサブタイトルが異なり、韓国版では「クラウド救出作戦」を意味する「클라우드 구출작전」として題され、中国語圏では「島旅行」を意味する「冒島之旅」として題された。フランス版では「12月の旅」のまま、Ⅳに相当するエピソードとして放送された。
- サブタイトル並びに次回予告は、シルバー王女役の徳光由香のナレーションによるものである。タイトルの数字読み上げの際、番組初期は普通の口調で読み上げられていたが、徐々に独特の延ばし方へと変化していった。次回予告は「のーみそくすぐっちゃうよ」の台詞で締めくくられるのが定番となっている。また次回予告はアニメ作品としては珍しく、エンディングの前に流れるフォーマットとなっている。
- 特番などによる放送休止は以下の通り。
  - 1997年11月2日、1998年11月1日は全日本大学駅伝、1997年11月9日は27時間チャレンジテレビ、1998年6月21日は全米オープンゴルフのためそれぞれ休止。

| 話数   | サブタイトル | 脚本     | （コンテ） 演出       | 作画監督         | 美術                | 放送日        | 登場する野菜の精                                                                  |        |
| 死神編 | 死神編       | 死神編   | 死神編                | 死神編           | 死神編              | 死神編        | 死神編                                                                            | 死神編 |
| ------ | ------------ | -------- | --------------------- | ---------------- | ------------------- | ------------- | --------------------------------------------------------------------------------- | ------ |
| 1      | 王女旅立つ   | 山田隆司 | 佐藤順一              | 青山充           | ゆきゆきえ 行信三   | 1997年 9月7日 | -                                                                                 |        |
| 2      | 9月の旅I     | 山田隆司 | 岡佳広                | 河野宏之         | ゆきゆきえ 下川忠海 | 9月14日       | * 12人全員                                                                        |        |
| 3      | 9月の旅II    | 山田隆司 | 矢部秋則              | 川村敏江         | 行信三 井出智子     | 9月21日       | * ノビルジャー * ホーレソレ * ネギック                                            |        |
| 4      | 9月の旅III   | 山田隆司 | 山吉康夫              | なかじまちゅうじ | ゆきゆきえ 千田国広 | 9月28日       | * トーフモン * ウメケロ                                                           |        |
| 5      | 10月の旅I    | 影山由美 | （佐藤順一） 立場良   | 伊藤智子         | 行信三 下川忠海     | 10月5日       | * ゴマータ * ニンジッピ                                                           |        |
| 6      | 10月の旅II   | 影山由美 | 山内重保              | 生田目康裕       | ゆきゆきえ 井出智子 | 10月12日      | * キャーベッタ * レンコポッチ * トマトマト * ソソソナス                           |        |
| 7      | 10月の旅III  | 影山由美 | 岩井隆央              | 河野宏之         | 行信三 千田国広     | 10月19日      | * ウメケロ * トーフモン                                                           |        |
| 8      | 10月の旅IV   | 影山由美 | 矢部秋則              | 川村敏江         | ゆきゆきえ 下川忠海 | 10月26日      | * ネギック                                                                        |        |
| 9      | 11月の旅I    | 吉田玲子 | 岡佳広                | 青山充           | 行信三 井出智子     | 11月16日      | * ノビルジャー * ネギック * キャーベッタ                                          |        |
| 10     | 11月の旅II   | 吉田玲子 | （佐藤順一） 広嶋秀樹 | 稲上晃           | ゆきゆきえ 千田国広 | 11月23日      | * ウメケロ * トマトマト * ホーレソレ                                              |        |
| 11     | 11月の旅III  | 吉田玲子 | 立場良                | 伊藤智子         | 行信三 下川忠海     | 11月30日      | * ニンジッピ * ゴマータ * レンコポッチ                                            |        |
| 12     | 11月の旅IV   | 吉田玲子 | 山吉康夫              | 青山充           | ゆきゆきえ 井出智子 | 12月7日       | * トーフモン * ホーレソレ * トモロコフスキー                                      |        |
| 13     | 12月の旅I    | 吉村元希 | （佐藤順一） 広嶋秀樹 | 河野宏之         | 行信三 塩崎広光     | 12月14日      | * ネギック * ソソソナス * ゴマータ                                                |        |
| 14     | 12月の旅II   | 吉村元希 | 岩井隆央              | 川村敏江         | ゆきゆきえ 下川忠海 | 12月21日      | * トモロコフスキー * ホーレソレ * キャーベッタ                                    |        |
| 15     | 12月の旅III  | 吉村元希 | 矢部秋則              | 生田目康裕       | ゆきゆきえ 井出智子 | 12月28日      | * ノビルジャー * レンコポッチ * トーフモン * ウメケロ * ソソソナス * キャーベッタ |        |
| 16     | ン・パカの旅 | 吉村元希 | 立場良                | 伊藤智子         | ゆきゆきえ 塩崎広光 | 1998年 1月4日 | * ゴマータ * トマトマト * ニンジッピ                                              |        |
| 17     | 1月の旅I     | 山田隆司 | （佐藤順一） 岩井隆央 | 青山充           | ゆきゆきえ 下川忠海 | 1月11日       | * ネギック * レンコポッチ * キャーベッタ * トマトマト                             |        |
| 18     | 1月の旅II    | 山田隆司 | 岡佳広                | なかじまちゅうじ | ゆきゆきえ 井出智子 | 1月18日       | * ノビルジャー * ホーレソレ * ゴマータ * トモロコフスキー                         |        |
| 19     | 1月の旅III   | 山田隆司 | 山吉康夫              | 川村敏江         | ゆきゆきえ 塩崎広光 | 1月25日       | * ウメケロ * トーフモン * ニンジッピ                                              |        |
| 20     | 2月の旅I     | 松井亜弥 | 矢部秋則              | 河野宏之         | ゆきゆきえ 下川忠海 | 2月1日        | * ノビルジャー * ニンジッピ * キャーベッタ                                        |        |
| 21     | 2月の旅II    | 松井亜弥 | 立場良                | 伊藤智子         | ゆきゆきえ 井出智子 | 2月8日        | * ゴマータ * ウメケロ * レンコポッチ * トモロコフスキー * ソソソナス              |        |
| 22     | 2月の旅III   | 松井亜弥 | 岩井隆央              | 青山充           | ゆきゆきえ 塩崎広光 | 2月15日       | * トーフモン * ホーレソレ * トマトマト                                            |        |
| 23     | 2月の旅IV    | 松井亜弥 | 岡佳広                | 生田目康裕       | ゆきゆきえ 下川忠海 | 2月22日       | * ネギック                                                                        |        |
| 24     | 3月の旅I     | 影山由美 | 山吉康夫              | なかじまちゅうじ | ゆきゆきえ 井出智子 | 3月1日        | * キャーベッタ * ニンジッピ                                                       |        |
| 25     | 3月の旅II    | 影山由美 | 佐藤順一              | 川村敏江         | ゆきゆきえ 塩崎広光 | 3月8日        | * レンコポッチ * ホーレソレ * トモロコフスキー                                    |        |
| 26     | 3月の旅III   | 影山由美 | 矢部秋則              | 河野宏之         | ゆきゆきえ 下川忠海 | 3月15日       | * ウメケロ * ゴマータ                                                             |        |
| 27     | 3月の旅IV    | 影山由美 | 立場良                | 伊藤智子         | ゆきゆきえ 井出智子 | 3月22日       | * ソソソナス * トーフモン                                                         |        |
| 28     | 3月の旅V     | 影山由美 | 岩井隆央              | 青山充           | ゆきゆきえ 下川忠海 | 3月29日       | * ネギック * トマトマト * ウメケロ * ノビルジャー                                 |        |
| 29     | 4月の旅I     | 山田隆司 | 岡佳広                | 生田目康裕       | ゆきゆきえ 井出智子 | 4月5日        | * ネギック * トーフモン * ホーレソレ * ニンジッピ * トマトマト * ウメケロ         |        |
| 30     | 4月の旅II    | 山田隆司 | 山吉康夫              | なかじまちゅうじ | ゆきゆきえ 下川忠海 | 4月12日       | * キャーベッタ * ソソソナス * ノビルジャー                                        |        |
| 31     | 4月の旅III   | 山田隆司 | 矢部秋則              | 川村敏江         | ゆきゆきえ 井出智子 | 4月19日       | * ゴマータ * レンコポッチ * トモロコフスキー                                      |        |
| 32     | 4月の旅IV    | 山田隆司 | 佐藤順一              | 河野宏之         | ゆきゆきえ 塩崎広光 | 4月26日       | * 12人全員                                                                        |        |
| 33     | 5月の旅I     | 吉田玲子 | 立場良                | 伊藤智子         | ゆきゆきえ 下川忠海 | 5月3日        | * ネギック * ホーレソレ                                                           |        |
| 34     | 5月の旅II    | 吉田玲子 | 岩井隆央              | 青山充           | ゆきゆきえ 井出智子 | 5月10日       | * トマトマト * ソソソナス * ノビルジャー                                          |        |
| 35     | 5月の旅III   | 吉田玲子 | 山吉康夫              | 生田目康裕       | ゆきゆきえ 下川忠海 | 5月17日       | * ニンジッピ * トモロコフスキー                                                   |        |
| 36     | 5月の旅IV    | 吉田玲子 | （佐藤順一） 広嶋秀樹 | 稲上晃           | ゆきゆきえ 井出智子 | 5月24日       | * ウメケロ * トーフモン                                                           |        |
| 37     | 5月の旅V     | 吉田玲子 | 岡佳広                | 川村敏江         | ゆきゆきえ 塩崎広光 | 5月31日       | * レンコポッチ * キャーベッタ * ゴマータ                                          |        |
| 38     | 6月の旅I     | 吉田玲子 | 矢部秋則              | 青山充           | ゆきゆきえ 下川忠海 | 6月7日        | * ウメケロ * トーフモン * ノビルジャー                                            |        |
| 39     | 6月の旅II    | 吉村元希 | （佐藤順一） 広嶋秀樹 | 河野宏之         | ゆきゆきえ 井出智子 | 6月14日       | * ウメケロ * トモロコフスキー * ホーレソレ                                        |        |
| 40     | 6月の旅III   | 吉村元希 | 岩井隆央              | なかじまちゅうじ | ゆきゆきえ 塩崎広光 | 6月28日       | * レンコポッチ * キャーベッタ * ゴマータ                                          |        |
| 41     | 6月の旅IV    | 吉村元希 | 山吉康夫              | 青山充           | ゆきゆきえ 下川忠海 | 7月5日        | * レンコポッチ * トマトマト * ニンジッピ                                          |        |
| 42     | 7月の旅I     | 影山由美 | 岡佳広                | 川村敏江         | ゆきゆきえ 井出智子 | 7月12日       | * ウメケロ * トモロコフスキー * キャーベッタ                                      |        |
| 43     | 7月の旅II    | 影山由美 | 矢部秋則              | 生田目康裕       | ゆきゆきえ 塩崎広光 | 7月19日       | * レンコポッチ * ソソソナス * ノビルジャー * トーフモン                           |        |
| 44     | 7月の旅III   | 影山由美 | （佐藤順一） 広嶋秀樹 | なかじまちゅうじ | ゆきゆきえ 下川忠海 | 7月26日       | * ネギック * トマトマト * ニンジッピ                                              |        |
| 45     | 7月の旅IV    | 影山由美 | 山吉康夫              | 青山充           | ゆきゆきえ 井出智子 | 8月2日        | * ホーレソレ * ゴマータ                                                           |        |
| 46     | 8月の旅I     | 山田隆司 | 岡佳広                | 河野宏之         | ゆきゆきえ 塩崎広光 | 8月9日        | * ソソソナス * ノビルジャー * ゴマータ * ニンジッピ                               |        |
| 47     | 8月の旅II    | 山田隆司 | 矢部秋則              | なかじまちゅうじ | ゆきゆきえ 下川忠海 | 8月16日       | * ネギック * トモロコフスキー * キャーベッタ                                      |        |
| 48     | 8月の旅III   | 山田隆司 | （佐藤順一） 岩井隆央 | 川村敏江         | ゆきゆきえ 井出智子 | 8月23日       | * 12人全員                                                                        |        |
| 49     | 8月の旅IV    | 山田隆司 | 山吉康夫              | 青山充           | ゆきゆきえ 塩崎広光 | 8月30日       | * 12人全員                                                                        |        |
| 天使編 |              |          |                       |                  |                     |               |                                                                                   |        |
| 50     | 王女らしく   | 山田隆司 | （佐藤順一） 広嶋秀樹 | 稲上晃           | ゆきゆきえ 下川忠海 | 1998年 9月6日 | * ノビルジャー * トモロコフスキー                                                 |        |
| 51     | 13月の旅I    | 吉田玲子 | 五十嵐卓哉            | 生田目康裕       | ゆきゆきえ 井出智子 | 9月13日       | * キャーベッタ * レンコポッチ                                                     |        |
| 52     | 13月の旅II   | 大和屋暁 | 矢部秋則              | なかじまちゅうじ | ゆきゆきえ 井出智子 | 9月20日       | * ニンジッピ * ネギック                                                           |        |
| 53     | 13月の旅III  | 吉村元希 | 岡佳広                | 河野宏之         | ゆきゆきえ 下川忠海 | 9月27日       | * ソソソナス * ホーレソレ                                                         |        |
| 54     | 14月の旅I    | 影山由美 | 岩井隆央              | 青山充           | ゆきゆきえ 井出智子 | 10月4日       | * トモロコフスキー * ウメケロ                                                     |        |
| 55     | 14月の旅II   | 山田隆司 | （佐藤順一） 広嶋秀樹 | 川村敏江         | ゆきゆきえ 塩崎広光 | 10月11日      | -                                                                                 |        |
| 56     | 14月の旅III  | 吉田玲子 | 山吉康夫              | なかじまちゅうじ | ゆきゆきえ 下川忠海 | 10月18日      | * ゴマータ * ホーレソレ                                                           |        |
| 57     | 14月の旅IV   | 大和屋暁 | 矢部秋則              | 生田目康裕       | ゆきゆきえ 井出智子 | 10月25日      | * レンコポッチ * ニンジッピ                                                       |        |
| 58     | 15月の旅I    | 吉村元希 | 岡佳広                | 青山充           | ゆきゆきえ 塩崎広光 | 11月8日       | * ネギック * ソソソナス                                                           |        |
| 59     | 15月の旅II   | 影山由美 | 岩井隆央              | なかじまちゅうじ | ゆきゆきえ 下川忠海 | 11月15日      | * キャーベッタ * ゴマータ * ホーレソレ                                            |        |
| 60     | 15月の旅III  | 山田隆司 | 五十嵐卓哉            | 川村敏江         | ゆきゆきえ 井出智子 | 11月22日      | * トーフモン * ウメケロ                                                           |        |
| 61     | 15月の旅IV   | 吉田玲子 | 山吉康夫              | 河野宏之         | ゆきゆきえ 塩崎広光 | 11月29日      | * トモロコフスキー * レンコポッチ                                                 |        |
| 62     | 16月の旅I    | 大和屋暁 | 矢部秋則              | 青山充           | ゆきゆきえ 下川忠海 | 12月6日       | * ウメケロ * ホーレソレ * ニンジッピ                                              |        |
| 63     | 16月の旅II   | 吉村元希 | 岩井隆央              | なかじまちゅうじ | ゆきゆきえ 井出智子 | 12月13日      | * トマトマト * レンコポッチ * ゴマータ                                            |        |
| 64     | 16月の旅III  | 影山由美 | 岡佳広                | 川村敏江         | ゆきゆきえ 塩崎広光 | 12月20日      | * レンコポッチ * ネギック * トーフモン * ノビルジャー                             |        |
| 65     | 16月の旅IV   | 山田隆司 | 山吉康夫              | 生田目康裕       | ゆきゆきえ 下川忠海 | 12月27日      | * トモロコフスキー * キャーベッタ * ソソソナス                                    |        |
| 66     | 17月の旅I    | 吉田玲子 | 広嶋秀樹              | 青山充           | ゆきゆきえ 井出智子 | 1999年 1月3日 | * ホーレソレ * ノビルジャー                                                       |        |
| 67     | 17月の旅II   | 大和屋暁 | 矢部秋則              | 河野宏之         | ゆきゆきえ 塩崎広光 | 1月10日       | * キャーベッタ * ゴマータ                                                         |        |
| 68     | 17月の旅III  | 吉村元希 | 岡佳広                | なかじまちゅうじ | ゆきゆきえ 下川忠海 | 1月17日       | -                                                                                 |        |
| 69     | 17月の旅IV   | 影山由美 | （佐藤順一） 岩井隆央 | 川村敏江         | ゆきゆきえ 井出智子 | 1月24日       | * ウメケロ * レンコポッチ                                                         |        |
| 70     | ありがと〜   | 山田隆司 | 山吉康夫              | 稲上晃           | ゆきゆきえ 塩崎広光 | 1月31日       | * 12人全員                                                                        |        |

## ネット局
| 放送時間                                                                            | 放送局                                                       | 放送形態           | 対象地域       | 備考    |
| ----------------------------------------------------------------------------------- | ------------------------------------------------------------ | ------------------ | -------------- | ------- |
| 日曜 8:30 - 9:00                                                                    | 朝日放送（制作局）ほか テレビ朝日系列（ANN）フルネット局23局 | スポンサードネット | 日本全国       |         |
| 木曜 17:25 - 17:55（1997年9月11日開始当初） 木曜 16:00 - 16:30（1997年10月9日以降） | 山陰放送                                                     | スポンサードネット | 鳥取県・島根県 | TBS系列 |

## 映像ソフト
いずれもテレビシリーズ全話を収録。
ビデオ（VHS）
1998年4月24日から1999年9月3日にかけて、全17巻（各巻の収録話数は後述）がキングレコード（スターチャイルドレーベル）より発売された(現在は全て廃盤)。
DVD
2005年9月22日に特典ディスクと解説書を含むDVD-BOXが、2015年1月28日に「メモリアルパック」として、前記の特典ディスクと解説書を除いたデジパック仕様の廉価版DVDパックが、いずれもフロンティアワークスより発売された。
Blu-ray
2022年2月25日に、テレビシリーズの放送開始25周年を記念した「夢のクレヨン王国 Blu-ray BOX」が、エイベックス・ピクチャーズより発売された。
| 巻数                | 発売日        | 収録話          |
| VHS                 | VHS           | VHS             |
| ------------------- | ------------- | --------------- |
| 第1巻 9月の旅       | 1998年4月24日 | 第1話 - 第4話   |
| 第2巻 10月の旅      | 1998年5月22日 | 第5話 - 第8話   |
| 第3巻 11月の旅      | 1998年6月26日 | 第9話 - 第12話  |
| 第4巻 12月の旅      | 1998年7月24日 | 第13話 - 第16話 |
| 第5巻 1月の旅       | 1998年9月4日  | 第17話 - 第19話 |
| 第6巻 2月の旅       | 1998年10月9日 | 第20話 - 第23話 |
| 第7巻 3月の旅       | 1998年11月6日 | 第24話 - 第28話 |
| 第8巻 4月の旅       | 1998年12月4日 | 第29話 - 第32話 |
| 第9巻 5月の旅       | 1999年1月8日  | 第33話 - 第37話 |
| 第10巻 6月の旅      | 1999年2月5日  | 第38話 - 第41話 |
| 第11巻 7月の旅      | 1999年3月5日  | 第42話 - 第45話 |
| 第12巻 8月の旅      | 1999年4月2日  | 第46話 - 第49話 |
| 第13巻 13月の旅     | 1999年5月8日  | 第50話 - 第53話 |
| 第14巻 14月の旅     | 1999年6月4日  | 第54話 - 第57話 |
| 第15巻 15月の旅     | 1999年7月2日  | 第58話 - 第61話 |
| 第16巻 16月の旅     | 1999年8月6日  | 第62話 - 第65話 |
| 第17巻 17月の旅     | 1999年9月3日  | 第66話 - 第70話 |
| DVD                 |               |                 |
| DVD-BOX             | 2005年9月22日 | 全70話          |
| DVDメモリアルパック | 2015年1月28日 | 全70話          |
| Blu-ray             |               |                 |
| Blu-ray BOX         | 2022年2月25日 | 全70話          |

## 漫画
片岡みちるにより漫画化され、講談社の『なかよし』に連載された。同誌1998年8月号で死神編を終了し、天使編へと続く方向で描かれていたが、片岡の体調不良のため9月号で連載中止を発表、そのまま終了となった。単行本収録の際も死神編で話が終わるものに差し替えられた。2022年現在、メジャー誌における片岡の漫画家活動は本作品が最後となっている。
1. 「夢のクレヨン王国（1）」 1998年1月、ISBN 4-06-178880-9
2. 「夢のクレヨン王国（2）」 1998年6月、ISBN 4-06-178889-2
3. 「夢のクレヨン王国（3）」 1998年12月、ISBN 4-06-178905-8

## 書籍
『稲上晃 東映アニメーションワークス』（一迅社、2016年1月23日発売）ISBN 978-4758014786
本作品を始め、『ふたりはプリキュア/ふたりはプリキュア Max Heart』・『ふたりはプリキュア Splash Star』・『ねぎぼうずのあさたろう』といった、稲上が東映アニメーションで関わった作品の画集。